# Schloss Burggrumbach
Schloss Burggrumbach ist eine im Ortsteil Burggrumbach der unterfränkischen Gemeinde Unterpleichfeld gelegene Burg. Sie ist als Baudenkmal in die Bayerische Denkmalliste eingetragen.

## Geschichte
Die im 11. Jahrhundert erbaute Burg gehörte ursprünglich den Edelfreien von Grumbach, die 1243 im Mannesstamm ausstarben. Danach ging das Anwesen 1243 auf die Grafen von Rieneck über. 1282 kaufte der aus dem fränkischen Uradel stammende Wolflin von Wolfskeel 1/3 der Burg. Im Jahr 1328 kaufte Eberhard von Wolfskeel auch die restlichen 2/3 der Burg. Der sich in Burggrumbach ansiedelnde Teil der Familie Wolfskeel nannte sich nach seinem neuen Sitz „Wolfskeel von Grumbach“, später nur noch „von Grumbach“. Später ging die Burg an das Bistum Würzburg über. 1692 wurde neben dem Palas ein Pfarrhof errichtet.